# ITF Women's Circuit Istanbul
L'ITF Women's Circuit Istanbul è un torneo professionistico di tennis giocato su campi in cemento. Fa parte dell'ITF Women's Circuit. Si gioca annualmente a Istanbul in Turchia.

## Albo d'oro

### Singolare
| Anno     | Campionessa         | Finalista           | Punteggio          |
| -------- | ------------------- | ------------------- | ------------------ |
| 2011     | Sofia Kvatsabaia    | Ksenija Milevskaja  | 6-2, 6-1           |
| 2011 (2) | Elina Svitolina     | Anja Prislan        | 6–2, 6–7(5–7), 6–0 |
| 2012     | Başak Eraydın       | Nuria Parrizas Díaz | 6–3, 6–1           |
| 2012 (2) | Yuliya Kalabina     | Ksenia Kirillova    | 6–2, 6–2           |
| 2012 (3) | Başak Eraydın       | Yuliya Kalabina     | 6–3, 6–0           |
| 2012 (4) | Mari Tanaka         | Yuuki Tanaka        | 6–0, 6–2           |
| 2012 (5) | Isabella Šinikova   | İpek Soylu          | 6–4, 6–2           |
| 2013     | Nuria Párrizas Díaz | Caroline Romeo      | 6–1, 6–2           |
| 2013 (2) | Elizaveta Kuličkova | Kateryna Kozlova    | 6–3, 4–6, 6–0      |
| 2013 (3) | Melis Sezer         | Başak Eraydın       | 6–2, 6(3)–7, 6–2   |

### Doppio
| Anno     | Campionesse                              | Finaliste                                 | Punteggio             |
| -------- | ---------------------------------------- | ----------------------------------------- | --------------------- |
| 2011     | Laura-Ioana Andrei Sofia Kvatsabaia      | Dessislava Mladenova Anja Prislan         | 6-2, 6-2              |
| 2011 (2) | Christina Shakovets Ashvarya Shrivastava | Tara Moore Lisa Whybourn                  | 6–1, 6–3              |
| 2012     | Başak Eraydın Melis Sezer                | Fatma Al-Nabhani Anna Zaja                | 6–2, 3–6, [10–7]      |
| 2012 (2) | Beatriz Maria Martins Cecato Abbie Myers | Diana Isaeva Ksenia Kirillova             | 6–1, 7–6(9–7)         |
| 2012 (3) | Yurina Koshino Mari Tanaka               | Akari Inoue Kaori Onishi                  | 7–5, 6(2)–7, [10–8]   |
| 2012 (4) | Erika Takao Remi Tezuka                  | Nicha Lertpitaksinchai Peangtarn Plipuech | 2–6, 7–6(7–1), [10–3] |
| 2012 (5) | Lіdzіja Marozava Ekaterina Jašina        | Ekaterine Gorgodze Sofia Kvatsabaia       | 6–3, 6–2              |
| 2013     | Polina Lejkina Lіdzіja Marozava          | Maryna Kolb Nadiya Kolb                   | 7–6(2), 7–5           |
| 2013 (2) | Oksana Kalašnikova Ljudmyla Kičenok      | Alona Fomina Anja Prislan                 | 6–2, 4–6, [10–7]      |
| 2013 (3) | Dia Evtimova Melis Sezer                 | Khristina Kazimova Vladyslava Zanosiyenko | 7–5, 6–3              |